# ING4
ING4‏ (Inhibitor of growth family member 4) هوَ بروتين يُشَفر بواسطة جين ING4 في الإنسان.